# Călugărița (Diderot)
Călugărița lui Denis Diderot, roman social, roman-memoriu considerat azi unul dintre marile romane ale secolului al XVIII-lea, este povestea unei adolescente de 16 ani pe care părinții o obligă să intre-n mânăstire. Neavând deloc vocație religioasă însă, Suzanne, personajul principal, va încerca în mod repetat să părăsească lumea închisă a mânăstirilor, și pe măsură ce firul narațiunii avansează, înțelegem, alături de copilă, situația complexă care a dus-o implacabil printre călugărițe. Ea își va scrie memoriile în care descrie pățaniile prin care trece în diversele mânăstiri în care s-a aflat la un moment sau altul, ocazie pentru autor de a ne zugrăvi portretul acestora. La un moment dat, ea declară bine-făcătorului ei :
<<Urăsc viața solitară, simt cu toată ființa mea c-o urăsc, și simt c-o voi urâ câte zile voi avea. Nu voi reuși să ma conformez tuturor acestor nimicuri care fac viața unei pustnice: sunt toate un țesut de puerilități pe care le disprețuiesc. Mi-aș fi schimbat deja optica, dacă aș fi putut s-o fac! Mi-am impus de sute de ori să reușesc să fiu precum celelalte, însă n-am reușit… I-am cerut lui Dumnezeu să-mi dea imbecilitatea voioasă a colegelor mele; n-am obtinut-o, și nu mi-o va acorda vreodată: am făcut totul strâmb și am zis totul prost. Lipsa de vocație se ivește din fiece acțiunea a mea, se vede asta cu ochiul liber. Insult în fiece moment viața monastică prin doar prezența mea într-o mânăstire. Lipsa mea de vocație e numită însă "orgoliu" și sunt umilită de colege pentru asta. Greșelile și pedepsele se țin lanț, iar zilele mele trec măsurând din ochi înălțimea zidurilor.>> [aici e necesar citatul din ediția românească; cel de mai sus este o traducere dintr-o ediție în limba originală]
Povestea poveștii însă are și ea farmecul ei, și merită cu siguranță a fi cunoscută, ideal chiar înainte de a proceda la lectura romanului:  
Intr-o seară de vară târzie a anului 1760, literatul baron Melchior von Grimm (cel care a înfiintat și condus "Correspondance littéraire") își vizitează amicul francez pentru a afla ultimele noutăți din saloanele pariziene. Îl găsește plângând la masa de scris și îl întreabă surprins ce s-a întâmplat. Filozoful răspunde astfel: "Il y a que je me désole d’un conte que je me fais!" ("Mă-ntristez de ce scriu").
Ironia destinului este că exact ceea ce s-a vrut inițial o glumă colectivă, o farsă a unor literați parizieni ce viza un nobil (marchizul De Croismare), avea să sfârșească ca serios roman epistolar în toată regula. Pe scurt, povestea este asta: Marchizul, care era un obișnuit al diverselor saloane pariziene, decide să se retragă prin 1759 la castelul său din Caen. Amicii săi apropiați decid să intervină pentru a-l readuce la viața mondenă a capitalei, unde considerau ei că-i e locul, și pentru asta speculează o afacere juridică în care nobilul se implicase cu toată influența de care dispunea, anume un proces care făcuse deja să curgă multă cerneală în acei ani, și care era chemat să hotărască dacă unei tinere călugărițe i se poate accepta ruperea legământului monastic ("mariajul" său cu Hristos) sau nu.
Mai exact, este vorba despre celebrul caz al Margueritei Delamarre, născută în 1717 și plasată-n mânăstire de către părinți de la vârsta de trei ani. După moartea tatălui ei, aceasta îndrăznește să conteste validitatea declarației de legământ, cerând anularea ei. La data de 28 august 1756, cererea primește finalmente decizia autorităților judiciare care respingeau până și caracterul valid al ideii de rupere de legamânt. Tânăra nu se declară învinsă și face apel la Parlament, moment din care afacerea capătă un caracter public și alură de scandal național. 
În această etapă cauza ei a primit sprijin de la diverse persoane aflate în poziții influente, cum este și marchizul De Croisemare. Sentința inițială este însă reconfirmată la data de 17 martie 1758: călugărița n-are încotro decât să se împace cu soarta pe care nu și-a ales-o și pentru care nu avea vocație, ea trăind după acest moment înca 32 de ani de călugărie forțată, despre care istoria n-a mai înregistrat însă nici un detaliu notabil. 
Pentru prezentarea romanului se impune o descriere a chestiunii călugăriei în epocă, ca și a situației care explică anume cutume ce azi ne pot p[rea absurde, barbare și criminale chiar.
Chiar și până în secolul al XVIII-lea, omenirea suferea (Europa de vest inclusiv) de aceeași mare și tragică problemă ce afecta drastic speranța de viață a populației, anume mortalitatea infantilă. În toată această perioadă neagră a omenirii dinaintea dezvoltării tehnicilor medicale ce-au rezolvat această gravă problemă sanitară, un copil avea la naștere o speranță de viață de aprox. 40 de ani. Această cifră șocantă este totuși înșelătoare, căci odată depășită perioada critică după naștere și până la adolescență (adică copilăria, în special cea fragedă), speranța de viață devenea aproape echivalentă cu aceea pe care o avem și noi azi, asta în ciuda decalajului enorm în materie de tehnică medicală între epoci (dovadă că medicina n-a avansat pe cât credem . . .). Ce ne interesează aici este că mortalitatea infantilă făcea înainte ravagii chiar și în familiile avute, și această situație este principala responsabilă de decalajul șocant între speranța de viață la naștere în epocă și aceea contemporană. 
Secolul al XVIII-lea este totuși un secol în care lucrurile sunt pe punctul de a se îmbunătății; progresele în materie de nevoi primare (de ex. constanță și disponibilitate a produselor alimentare), legate toate de tehnica în agricultură și industrie, produseseră deja în 3 ultimele secole o creștere remarcabilă a populației pe continent, de aceea secolul al XVIII-lea nu este nicicum secolul în care se produce explozia demografică care va face din Occident rezervorul de populație ce va coloniza și parțial popula 5 continente, căci această evoluție era deja amorsată începând cu secolul al XVI-lea, și cum s-a precizat mai sus, îsi are cauzele nu în îmbunătățirea în materie de medicină, ci în eficiența crescută a agriculturii, care la rândul ei era posibilă datorită uneltelor și tehnicilor de mai bună calitate (plugul de fier, de ex., apărut în secolul al 14-lea și care s-a impus încet-încet, în aprox. 3 secole după apariție, pe tot continentul). 
Asistăm deci la o situație în care exista o creștere rapidă a populației datorită scăderii mortalității infantile, dar și a capacității crescute de hrănire a populației de către o aceeași suprafață de teren, grație mai bunei stabilități și previzibilități alimentare. 
Asta, din păcate, se traduce prin mai mulți copii decât părinții pot înzestra ("dota", la dot = zestre) financiar și material, fapt ce face ca mânăstirile să se umple cu fete nobile sau din medii de extracție mai joasă, puse acolo cu forța de către părinții ce nu-și permiteau să le înzestreze (cei mai norocoși puteau să-și mărite 2 fete). 
"Excedentul" uman era așadar călugărit, căci asta asigura un destin privit ca decent de către familie, în timp ce tânăra avea cel puțin asigurat un rost social, un "cămin", o securitate alimentară și un mediu presupus având un nivel moral acceptabil în epocă. Însă chiar și pentru a pătrunde într-o mânăstire trebuia făcută o mică zestre (în comparație cu cea necesară măritișului), iar mânăstirile însele se înscriau într-o ierarhie care le facea pe unele preferabile altora. Apăruse un adevărat "comerț" cu călugărițe între mânăstiri și o adevarată concurență între familiile "posesoare" de pretendente pe de-o parte, și între mânăstiri pe de cealaltă, cum exista și o puternică tendință a mânăstirilor de a "capitaliza" individul, care reprezenta o sursă lunară de venit sigur pentru mânăstire, deci o sursă de existență și eventual prosperitate colectivă de unde tendința spre abuz, adică de reținere cu forța în mânăstire. În romanul prezentat aici sunt descrise la un moment dat situațiile aberante și socante ce decurg din aceasă tendință. 
Dar istoria concretă (reală) a tinerei Delamarre este chiar mai tragică și denotă o imoralitate chiar mai mare decât aceea descrisă de romanul însusi, căci aceasta este sacrificată de fapt pentru bani: tatăl ei a cumparat o functie publică de la monarhie (acesta era sistemul:  funcționarii își cumpărau funcțiile pe sume de bani imense, după care prin exercitarea acesteia se asigura o sursă constantă de venit și eventual se putea recupera cheltuiala făcută; merită menționat de asemenea că unele dintre aceste funcții presupuneau și înnobilarea automată a cumpărătorului), astfel familia nemaiavând bani să facă bietei nefericite o zestre. În mod automat, în epocă, soluția era călugărirea tinerei. Și asta se întâmpla unicului lor copil rămas (restul de 2 murisera)!
Revenind la roman și autorul lui, știm că inițial Diderot, Mme. D’Epinay (scriitoare) și baronul F.M. Grimm, compun o scrisoare către De Croisemare, ca și cum aceasta a fost scrisă de biata călugăriță Delamarre, care cerea disperată ajutor de la nobil, anunțându-l că a evadat din mânăstire (acestea erau adevărate pușcării, înconjurate fiind de ziduri și permanent încuiate; a existat de altfel o epocă în care fetele de moravuri mai ușoare (curvele) erau "internate" cu forța în mânăstiri), și solicitând adăpost și ceva de muncă. Astfel, amicii sperau să-l aducă în capitală pe al lor Marc-Antoine-Nicolas.  
Doar că soarta le joacă feste, căci marchizul ordonă tinerei să vină la Caen, unde sigur va fi ferită de orice necaz, cel puțin pentru un timp. Glumeții atunci schimbă strategia și rescriu anuntându-l pe nobil că religioasa este bolnavă, fapt ce o împiedică să călătorească. 
Vor exista în final 19 scrisori (toate compuse de Diderot) care au fost schimbate de grupul de amici și marchiz. Ultima, cea mai lungă, reprezintă practic corpul romanului de astăzi, pe care critica îl consideră în primul rând un roman psihologic (Arthur Wilson), căci Diderot arată o cunoaștere fină a  psihologiei umane, a individului cât și a grupului (gloatei), însă ce entuziasmeaza cel mai mult comentatorii este dovada remarcabilă a înțelegerii psihologiei feminine de către un bărbat. 
Romanul este pentru noi și o remarcabilă frescă socială.
Nu este de mirare că Diderot, filozof deist al Luminilor, s-a atașat repede cauzei bietei călugărițe strivită de mecanismul legal al timpului, căci ce-i demarca pe "oamenii Luminilor" este exact convingerea că omul trebuie să-și găsească și construiască aici, pe pământ, fericirea, așa cum o întelege fiecare individ. (știm că și alți filozofi ai Luminilor se vor implica activ în diversele cauze din epocă, luând apărarea celor nedreptățiți de un regim și o viziune despre lume încă aberante din perspectiva noii morale care se năștea. 
Totuși, asta nu poate explica efortul si angajamentul complet al lui Diderot în această afacere: lucrurile sunt un pic mai complicate decât atât, căci enciclopedistul scrie în definitiv romanul atunci când știa de mult timp deja că orice scriere a lui va fi interzisă de cenzura monstrului bicefal (ecleziastic și monarhic): în 1749 publicase "Scrisoare despre orbi" și atunci a fost arestat, anchetat și băgat în pușcărie; din acel moment el va continua să scrie, însă nu va mai publica niciodată (majoritatea scrierilor lui au fost publicate postum, și niciodată de atunci până acum doar câteva decenii, fără riscuri și probleme. Asta nu împiedică însă existența a 73 de ediții în franceză, 19 în germană, 10 în italiană, 7 în engleză și 7 în spaniola. Spune doar că toate acele "prime ediții" au avut loc mult timp de la scriere și de la moartea autorului; de ex., romanul "Călugărița" a fost complet publicat prima oară în 1796, adică la 12 ani de la moartea autorului și la 36 de ani de la terminarea romanului. În ciuda credinței unora dintre noi, care încă își închipuie că "literatura de sertar" a apărut spre finele secolului XX, undeva prin estul roșu al Europei, aceasta este de fapt de veche tradiție, și ea n-a apărut din cauza ideologiei comuniste în Europa de est a celei de-a doua jumatăți a secolului trecut, ci în Occident și din cauza altui totalitarism, de data fiind vorba despre unul care a dominat aproape 2 milenii (și mai domină încă și azi în anumite colțuri de lume), anume creștinismul institutional și politic). De altfel, destinul va persecuta indirect acest roman al filozofului chiar și în Franța democratică a anilor 1966, când cenzura va interzice, sub André Malraux la ministerul culturii, o vreme, filmul lui Jacques Rivette al cărui subiect este Călugărița lui Diderot…
Revenind la chestiunea mobilurilor ce l-au facut pe Diderot să se angajeze atât de pasionat în ceea ce a început de fapt ca o glumă, dar care reprezenta o chestiune foarte reală și serioasă, mai merită amintit că istoricii au găsit în biografia filozofului indicii și piste interesante, căci Diderot a fost el însuși închis la vârstă adultă (28 de ani mai exact) într-o mânastire, și asta la ordinul tatălui său, atunci când tânărul decisese să se căsătorească iar chestiunea moștenirii crease animozități în familie. El evadeaza atunci din "pușcărie" și se căsătorește cu aleasa inimii. Problema moștenirii, banilor și surghiunului în mânăstire le regăsim și în romanul discutat aici. 
Pe de altă parte, știm că sora lui cea mai mică, pe nume Angélique, va fi călugărită în ordinul ursulinelor și va muri la vârstă tânără nebună, în 1748. Filozoful a fost profund marcat de aceasă tragedie în familie; fiica lui, de altfel unica supraviețuitoare din cei 4 copii pe care filozoful i-a avut, va purta numele acestei nefericite (Marie-Angélique). În roman regăsim tema nebuniei ("isteriei") produsă de suprimarea naturii din om, prin recluziune și abstinență sexuală. De altfel, într-o scrisoare către Mme. d’Epinay datată noiembrie 1760, el recunoaște că există brodate în textul romanului o seamă de experiențe personale, " care îl fac să scrie uitând de sine, zi și noapte ". 
Se consideră de asemenea că Diderot a crezut că răscolirea afacerii prin demersul colectiv al lui și al amicilor, fie asta și cu o farsă, va antrena un sprijin întru evadarea și ocrotirea bietei călugărițe Delamarre.
Romanul se vrea elogiu adus sutelor de mii de victime umane, în special tinereor fete sacrificate pe altarul religiei timp de prea multe sute de ani. Cititorul va reține suferința și nefericirea personajului principal Suzanne, ca fiind aceea a tuturor femeilor sacrificate "mirelui" lipsă. Istoric vorbind s-a demonstrat prin numărul mare de memorii, în special acelea ale abației Port-Royal, că aceste situații nefericite descrise în roman și care vor marca cu siguranță cititorul, erau suficient de frecvente pentru a nu fi niște excepții. 
Ca formă de manifestare a isteriei provocată de călugărie, ne este descrisă în roman, printre altele, și homosexualitatea (feminină), care în psihologia comportamentului este numită " de circumstanță "; e vorba despre una dintre starețele mânăstirilor prin care s-a perindat Suzanne, personajul principal. Dar cazuistica isteriei apare de fapt la mai fiece stareță, Diderot atribuind această cauză comună tuturor manifestarilor particulare: vaporii mistici, sadici și aberant-erotici își au cauza, după el, în mediul monahal care le privează pe tinere de propriul lor corp și de funcțiile naturale ale acestuia; ele sunt niste isterice la care corpul "vorbește" în locul lor, căci nu-i putem lega "limba"; el exprimă majestuos partea revendicată de carnea care suntem și pe care n-o putem "adormi". Romanul se face astfel mărturie caracterului social și biologic al omului.
Mai merita remarcat un fapt, care are și el, sigur, importanța lui: și Diderot, ca și Voltaire, se naște într-o familie burgheză, în afara castei nobililor. În cazul lui Diderot ascendența burgheză este dublă, atât din partea mamei cât și a tatălui, în timp ce Voltaire avea totuși din partea mamei și sânge nobil.
Este util să mai facem câteva precizări în legatură cu reglementările călugăriei: La sinodul din Trent, în 1563, a fost ridicată vârsta legamântului la 16 ani; evident, total insuficient pentru a fi siguri că decizia este una liberă. Rămâne de rețtinut că înainte de aceasta dată, se permitea "legarea" de la vârste chiar mai mici. In 1768, probabil ca urmare a înmulțirii scandalurilor gen Delamarre, vârsta este din nou ridicată, ea devenind 18 ani pentru fete și 21 de ani pentru băieți. Rămâne apoi ca punct durerors chestiunea dotei, zestrei, cerute de mânăstiri pentru a primi o tânără. Aici reglementările sunt încă o dată șocante : o calugăriță handicapată fizic sau cu sănătate fragilă trebuia să aibă o zestre dublă față de una "întreaga"! Existau apoi mânăstiri unde populația monastică era nobilă, și unde zestrea reprezenta o mica avere ...  
În legătură cu autorul merită precizată și ascendența sa filozofică: se află sub influența lui Spinoza, care la rândul lui stă sub influența lui Descartes.
Cartea prezentată este o lecție de viată, o lecție de istorie, o lecție de curaj și o lecție de demnitate umană. În același timp este o mărturie a purității feminine, plus un avertisment tuturor celor care cred că omul trebuie să fie mai puțin sau mai mult decât … un om. 
Romanul este, fapt poate surprinzător pentru unii, o lecție de credință nestrămutată în Dumnezeu. Se citește ușor deși nu este scurt, smulge, celor sensibili, și câte o lacrimă din loc în loc, însă satisfacția intelectuală produsă de citirea unei opere în care se pune atât de amplu în evidență talentul scriitoricesc al autorului, compensează caracterul trist al povestirii. Poate la asta s-a gândit Voltaire când îi spunea acestuia, în 1760, că "vă consider un om necesar, născut pentru a lumina lumea și a strivi fanatismul și ipocrizia".
Bibliografie:
Luminile, antologie, prezentare și dosar de Bertrand Darbeau (Flammarion)
Diderot: Teme și studii de Béatrice Didier (Ellipses)
Călugărița, studiul operei de Chantal Nanini (Beauchemin)